# Did Mother Get Her Wish?
Did Mother Get Her Wish? è un cortometraggio muto del 1912 diretto e interpretato da Mack Sennett. Prodotto dalla Biograph Company, aveva come protagonista femminile Mabel Normand.

## Produzione
Il film fu prodotto dalla Biograph Company alla fine del 1911.

## Distribuzione
Distribuito dalla General Film Company, il film - un cortometraggio di 150 metri - uscì nelle sale statunitensi il 15 gennaio 1912, programmato con il sistema dello split reel con un altro cortometraggio della Biograph, la comica Brave and Bold.